# Jacques Ier d'Avesnes
Pour les articles homonymes, voir Jacques Ier.
Jacques Ier d'Avesnes (1152 - 7 septembre 1191) est le fils de Nicolas d'Avesnes dit le beau et Mathilde de La Roche. Il est seigneur d'Avesnes, de Condé, de Guise, de Leuze et de Landrecies à partir de 1171.
En 1156, il signe la Charte d'Hirson.
En 1170, il participe à la bataille de Carnières, engagé dans l'élite des chevaliers du Hainaut et au siège de Rouen. Ensuite, il se retourne contre le comte de Hainaut et se fait vassal du roi d'Angleterre, Henri.
En 1174, Jacques d’Avesnes, fait assassiner l’évêque de Cambrai. Le comte de Hainaut, Baudouin V fait raser le château de Condé pour punir ce turbulent vassal. En 1186, il participe à la signature entre le comte de Hainaut et le comte de Flandre.
Deux ans après il suit Philippe d'Alsace en partance pour la Terre sainte avec sept mille hommes dont il prend le commandement. Il participe au siège de Saint-Jean-d'Acre et repousse avec le roi de France et le roi d'Angleterre les troupes de Saladin. Au départ de Philippe Auguste, il prend le contrôle de l'aile droite de l'armée de Richard Cœur de Lion. Lors de la bataille d'Arsouf en 1191, il a la jambe coupée par une hache et le bras droit tranché d'un coup de cimeterre. Au moment de sa mort le 7 septembre, il s'écria « Ô Richard, venge ma mort ! ». Il expira sur le même champ de bataille que Gérard d'Avesnes.
Il se marie avec Adeline, dame de Guise (? - 23 septembre 1266), fille de Bouchard de Guise et d'Adélaïde de Soupir, ils ont pour enfants :
- Gautier II d'Avesnes (° 1170 † 1244) ;
- Bouchard d'Avesnes (° c. 1170 † 1244) ;
- Adélaïde d'Avesnes[2] (~1180, 23 septembre 1216) qui épousa Engelbert III d'Enghien[3].

Selon le généalogiste Nicolas Viton de Saint-Allais, dans son Nobiliaire universel de France, Jacques d'Avennes, issu des comtes de Hainaut, épousa en 1160, Amélie de Guise. Il eut pour fils Bouchart d'Avennes.
Selon Jules Balteau, Jacques d'Avesnes eut encore deux autres fils :
- Jacques II d'Avesnes fut seigneur de Landrecies et se croisa deux fois ;
- Gui D'Avesnes participa à la bataille de Bouvines. Il donna son cheval à l'empereur Otton IV pour lui permettre de fuir. Il aurait été tué en 1219 par les partisans de la comtesse de Flandre Jeanne de Constantinople, au début de l'affrontement entre les d'Avesnes et les Dampierre, demi-frères, enfants de Marguerite de Constantinople[5].